# Roberto Speranza

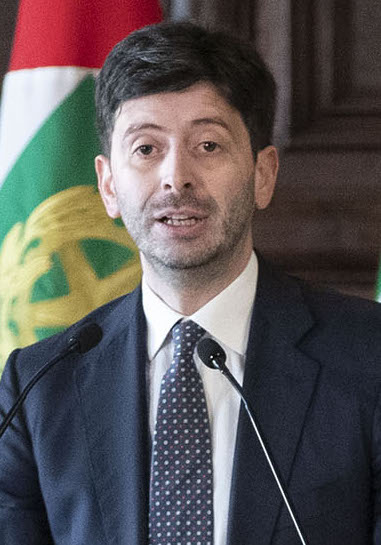
Roberto Speranza (2019)

Roberto Speranza (* 4. Januar 1979 in Potenza) ist ein italienischer Politiker. Er war von April 2019 bis 2023 Vorsitzender der linken Partei Articolo 1 und war vom 5. September 2019 bis zum 22. Oktober 2022   italienischer Gesundheitsminister.

## Politische Karriere
Speranza absolvierte ein Studium der Politikwissenschaft an der Privatuniversität LUISS in Rom. Er engagierte sich zunächst in der Jugendorganisation der Democratici di Sinistra (DS; Linksdemokraten), deren nationaler Vorsitzender er im März 2007 wurde. Von 2004 bis 2009 war er Mitglied des Gemeinderats seiner Heimatstadt Potenza. 
Die DS ging 2007 in der Partito Democratico (PD) auf, dessen Gründungsversammlung Speranza angehörte. Anschließend beteiligte er sich am Aufbau der Jugendorganisation der neuen Partei. Von 2009 bis 2010 war er Beigeordneter für Stadtentwicklung in Potenza, zudem ab November 2009 Vorsitzender der PD in der Region Basilikata. Er unterstützte die Wahl Pier Luigi Bersanis als Spitzenkandidat des Mitte-links-Lagers und koordinierte Ende 2012 die entsprechende Urwahl des Bündnisses Italia. Bene Comune. 
Im März 2013 wurde Speranza für die Basilikata in die italienische Abgeordnetenkammer gewählt, wo er sogleich Vorsitzender der PD-Fraktion wurde. Im März 2015 legte er sein Amt im Streit mit dem Parteivorsitzenden und Ministerpräsidenten Matteo Renzi über den Kurs der Partei und der Regierung nieder. 
Im März 2017 verließ er die PD und gründete mit anderen Mitgliedern des linken Parteiflügels, darunter Pier Luigi Bersani und Enrico Rossi, die Partei Articolo 1 – Movimento Democratico e Progressista (Art.1-MDP). Speranza fungierte zunächst als Koordinator der neuen Partei, bevor er im April 2019 zum segretario, d. h. Parteivorsitzenden, gewählt wurde. Bei den Parlamentswahlen 2018 wurde er für das linke Parteienbündnis Liberi e Uguali („Die Freien und Gleichen“) erneut in die Abgeordnetenkammer gewählt. Ab dem 5. September 2019 gehörte er dem Kabinett Conte II als Gesundheitsminister an. Am 13. Februar 2021 wurde er als Gesundheitsminister in das Kabinett Draghi übernommen.
Im Februar 2020, kurz vor dem Ausbruch der ersten Welle der COVID-19-Pandemie in Italien, beurteilte das von Minister Speranza geführte Gesundheitsministerium in einer routinemäßigen Eigenbewertung seine Pandemievorsorge als gut: alle Notfallmaßnahmen seien „regelmäßig getestet und aktualisiert“ worden. Die Staatsanwaltschaft Bergamo ermittelt gegen Ranieri Guerra, einen leitenden WHO-Funktionär.